# باب العامود

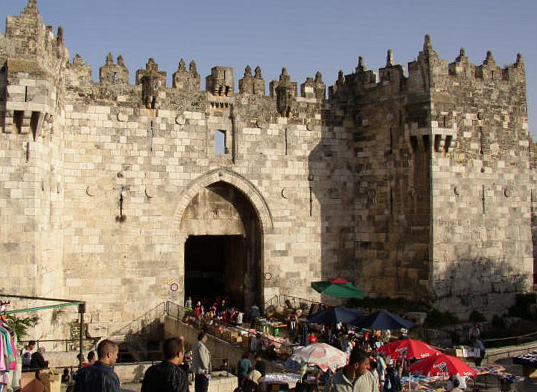
باب العامود

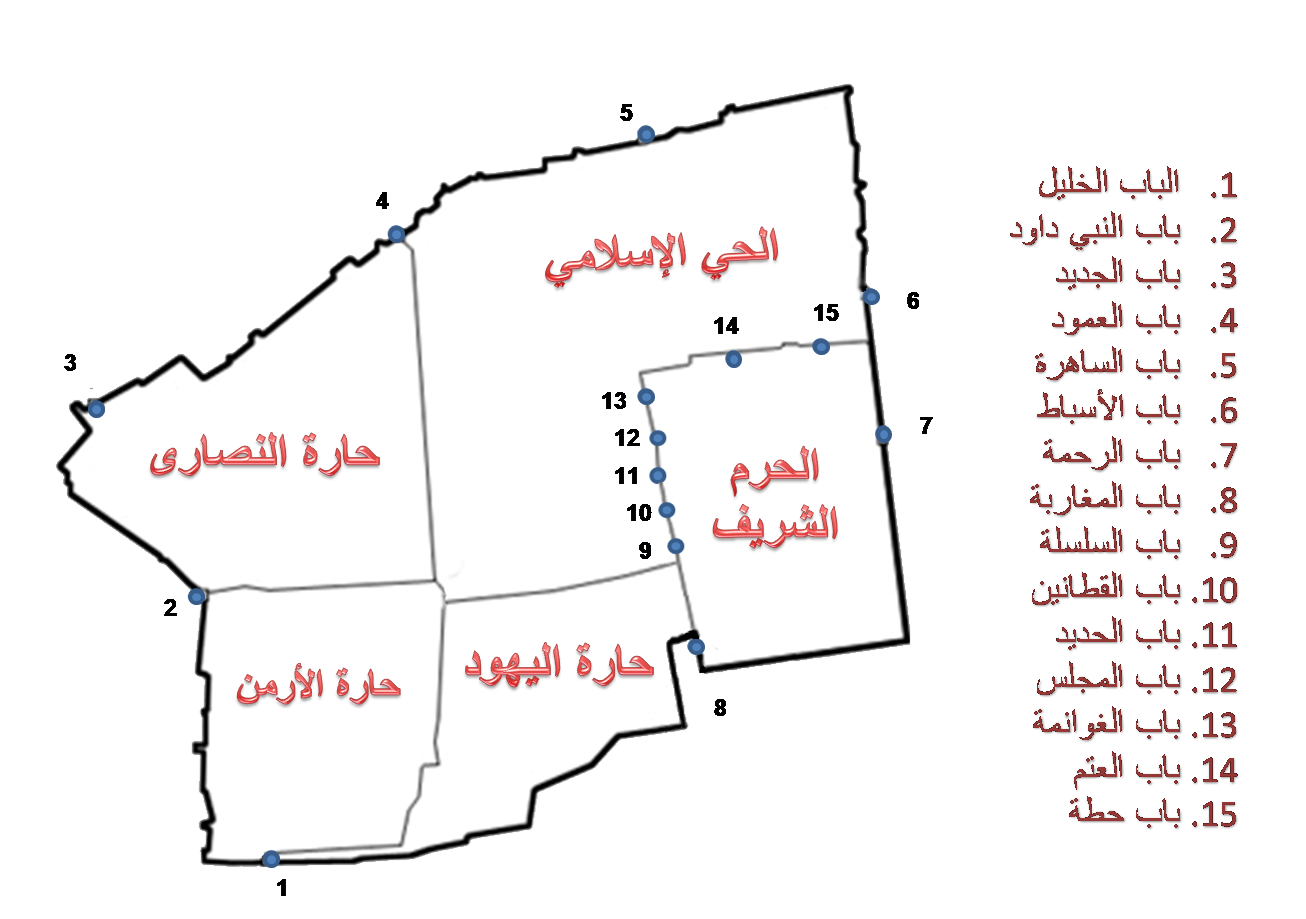
بوابات القدس والمسجد الأقصى

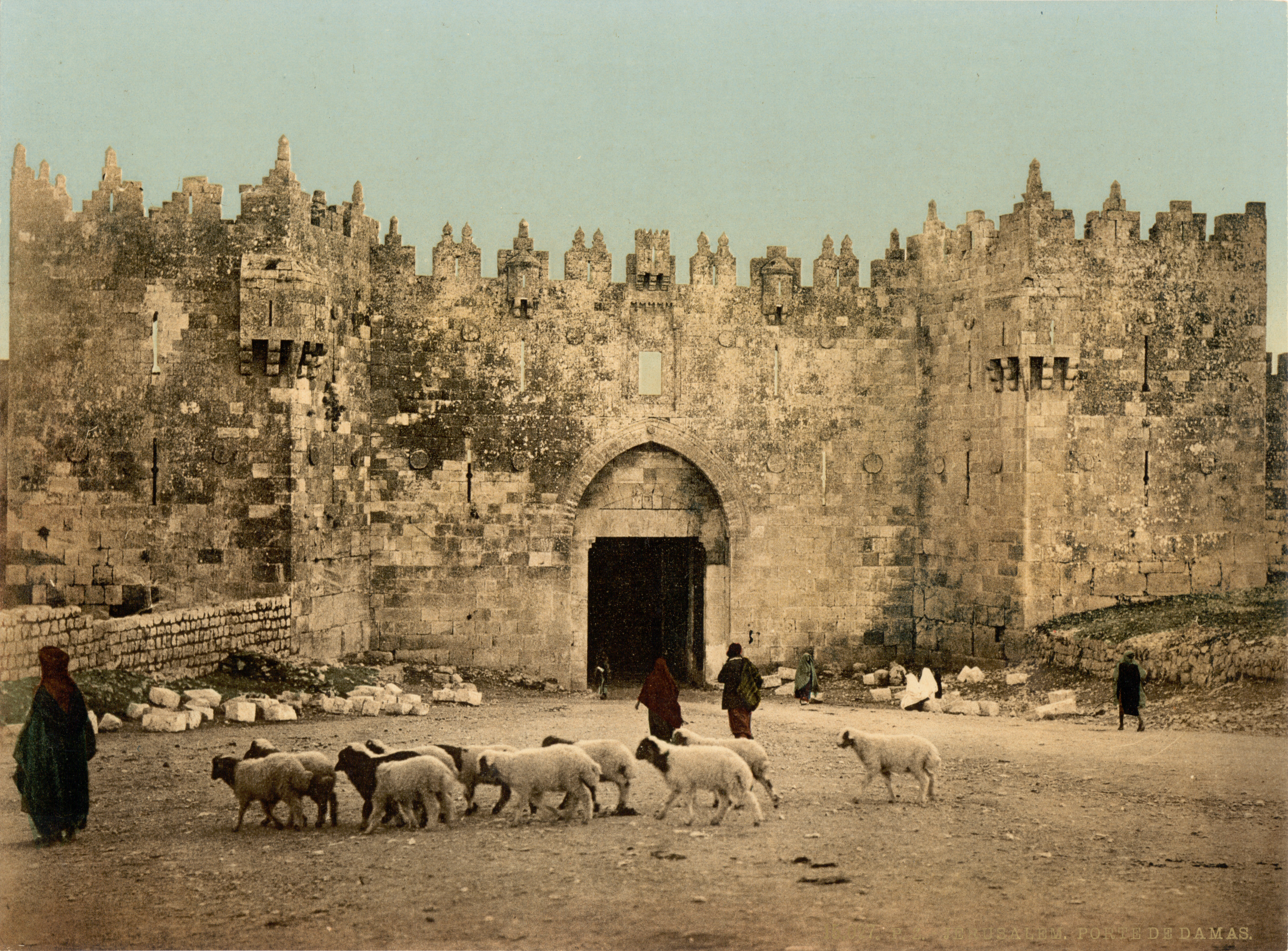
باب العامود (حوالي سنة 1900)

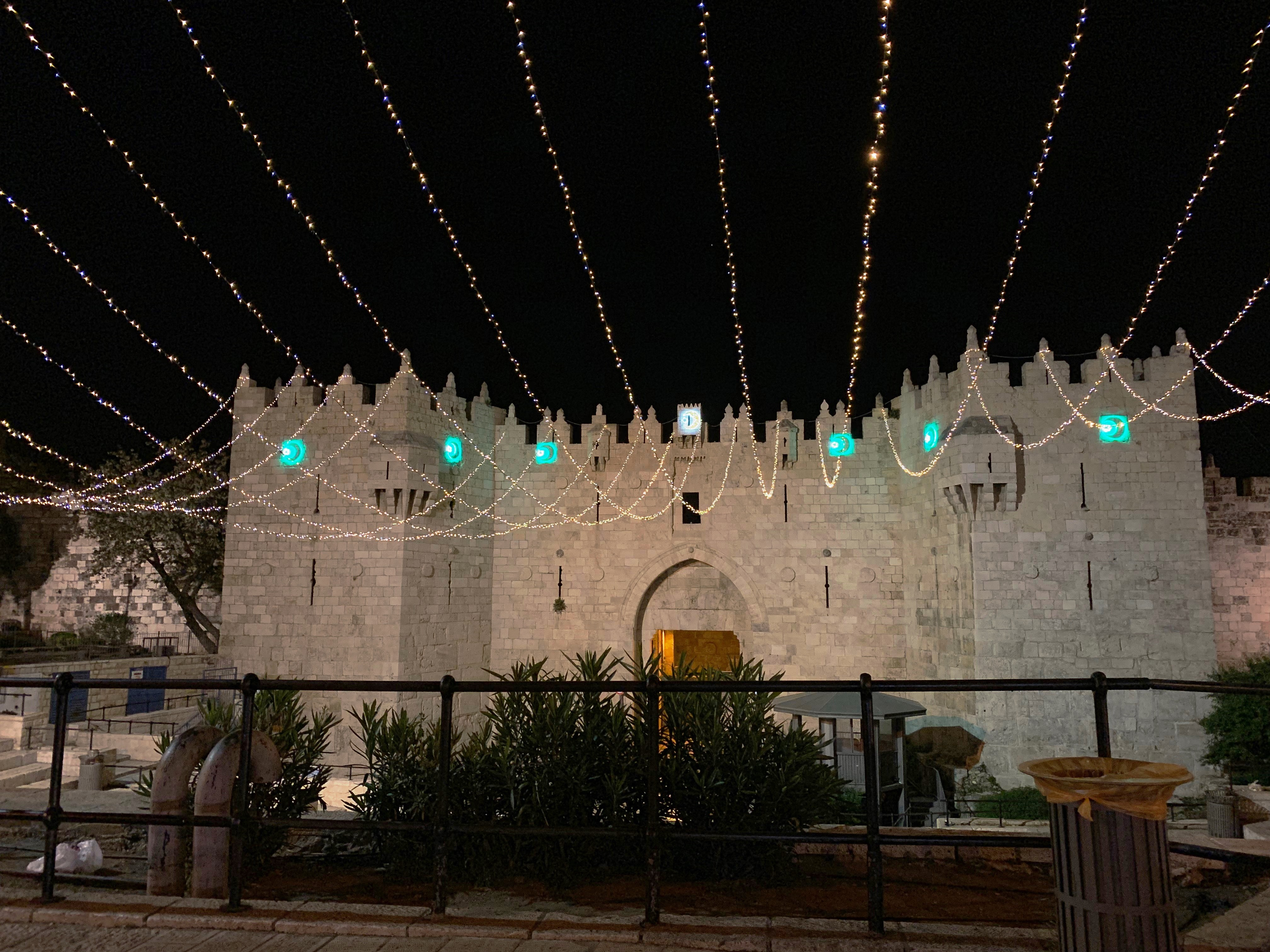
باب العامود ليلًا 2019.

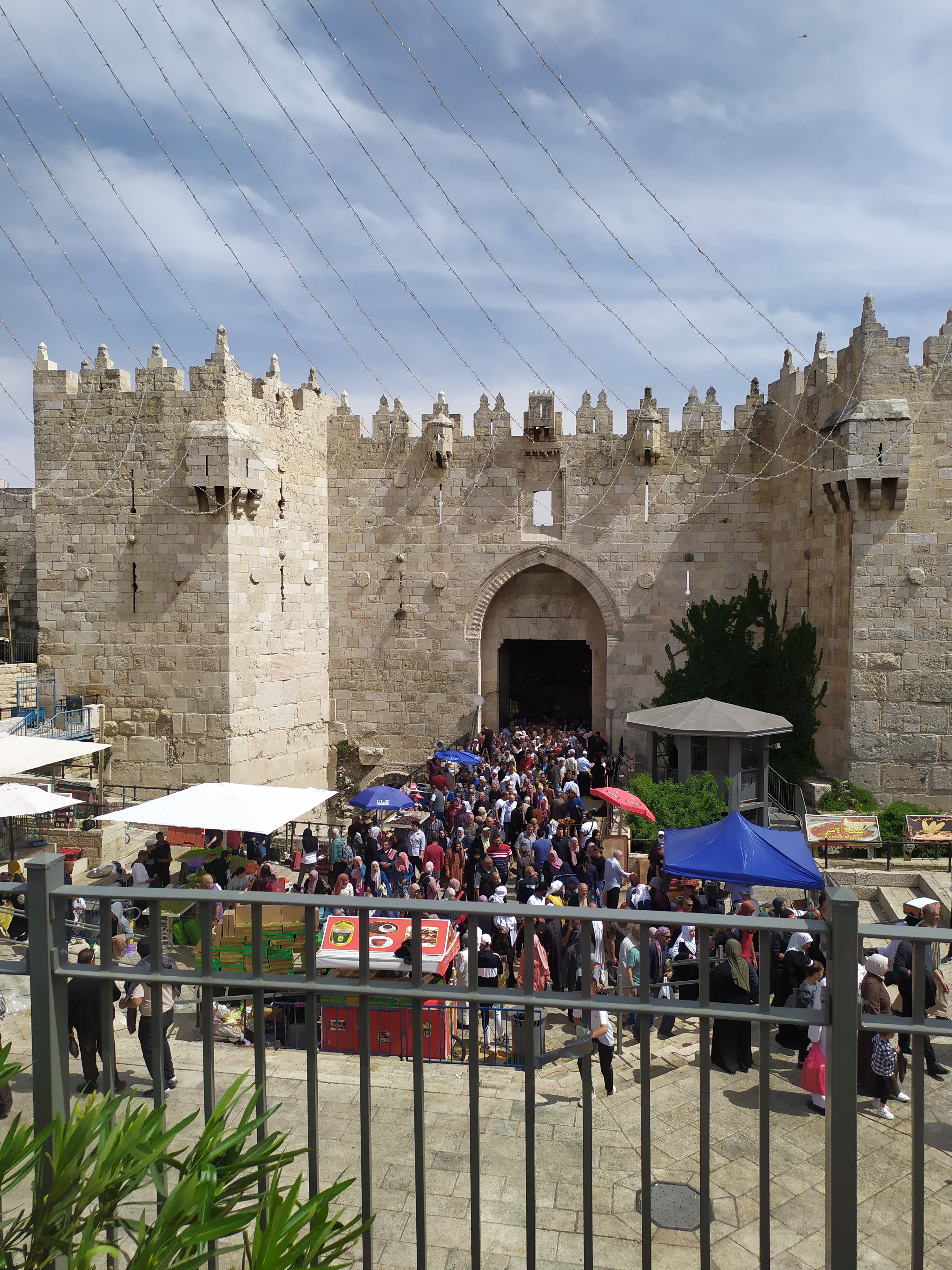
باب العامود في القدس،لحظة خروج المصلين من المسجد الأقصى

باب العامود أو باب دمشق ويقال له أيضا باب نابلس وهو من أهم وأجمل  أبواب مدينة القدس في فلسطين. ويكتسب الأهمية كونه المدخل الرئيسي للـمسجد الأقصى وكنيسة القيامة وحائط البراق، ومنه نلج إلى سوق تجاري يسمى سوق باب خان الزيت ومنه نتفرع إلى أسواق عدة منها سوق العطارين وسوق اللحامين وسوق القطانين وسوق الصاغة وسوق الحصر ويمكن عبره الوصول إلى الحي المسيحي والمسمى حارة النصارى من الجهة اليمنى والحي الإسلامي إلى اليسار والأمام. ومن بين الأسواق المذكورة يعتبر سوق باب خان الزيت الشارع الرئيسي الذي يقطع البلدة القديمة ومن وسطها تقريبا من الشمال ويتجه نحو الجنوب، وبه نشاط تجاري مزدهر كبير ويفتح على المناطق الشمالية من المدينة.

## موقع جغرافي
يقع باب العامود في الجهة الشمالية من السور المحيط بالبلدة القديمة في القدس، عند بداية انحدار الوادي الذي يقطع البلدة القديمة من الشمال إلى الجنوب، والذي يعرف حاليا عند أهل القدس باسم طريق الواد.

## سبب التسمية
- باللغة العربية يسمى: «باب العامود»، نسبة إلى عمود من الرخام الأسود ارتفاعه أربعة عشر مترا، وضع في الساحة الداخلية للباب في الفترة الرومانية والبيزنطية، ويظهر العامود في خريطة الفسيفساء التي عثر عليها في الكنيسة البيزنطية في مادبا، عن طريق هذا العمود كان يتم قياس بعد المسافات عن القدس، بواسطة حجارة ميل التي وضعت على طول الطرق وقد بقي هذا العامود حتى الفتح الإسلامي.[3][4]
- باللغة الإنجليزية يسمى: «باب دمشق»؛ لأن القوافل كانت تخرج منه متجهة إلى دمشق.[5]
- باللغة العبرية: «باب نابلس»، كونه على الطريق المؤدية إلى نابلس.[5]

## تاريخ
- بنيت القدس حوالي 4000 قبل الميلاد بناها اليبوسيون وهم فرع من القبائل الكنعانية العربية، وأطلقوا عليها اسم يبوس.
- هدمت المدينة في العهد الروماني عام 70م في حروب لإخماد ثورات داخلية، وأعاد بناءها الإمبراطور هادريان (117-138م)، وبنى ثلاث بوابات متجاورة أوسطها كان نواة لباب العامود الحالي.

ولقد عثر على باب العامود القديم هذا في حفريات عامي 1936م و 1966م، وموقعه تحت الباب الحالي ولكنه أصغر بكثير من باب العمود الحالي العثماني وأقل فخامة.
- تعرض هذا الباب للتدمير الكامل أثناء الحروب، وأعيد بناءه بأمر من سليمان القانوني؛ سلطان الخلافة العثمانية، وتم الانتهاء من بناءه عام 944هـ - 1538م.

قام بتصميم باب العامود المعماري درويش الحلبي الذي قدم من مدينة حلب إلى القدس واستقر بها.
ويرتفع على الباب نقش تأسيسي مزخرف على قطعة حجرية مستطيلة تبلغ مقاساتها 1.80 × 60 م، نقش بها سطران من الكتابة البارزة بخط النسخ العثماني، يحكي قصة بناء الباب بأمر السلطان العثماني سليمان القانوني.
وقد أوكلت مهمة عمادة محلة باب العامود إلى عائلة الهدمي التي شغلت هذا النصب من عام 1890 م وحتى أواخر القرن العشرين.

## باب العامود في يومنا هذا
يشهد باب العامود العديد من المواجهات والاعتداءات المستمرة من قبل الشرطة الإسرائيلية والشعب الفلسطيني ، ونتيجة لذلك تم اعتقال عشرات الفلسطينيين من محيطه.

## باب العامود والفن
- صدرت مجموعة قصصية بعنوان  «باب العامود» - 2011 - للكاتب المقدسي سمير الجندي، ضمت المجموعة ست وعشرين قصة رسمت كل منها ملحمة لتمسك المقدسي بأرضه ووطنه.